# Amorbia
Amorbia là một chi bướm đêm thuộc phân họ Tortricinae trong họ Tortricidae.

## Các loài
- Amorbia aequiflexa (Meyrick, 1931)
- Amorbia chlorolyca Meyrick, 1931
- Amorbia colubrana (Zeller, 1866)
- Amorbia concavana (Zeller, 1877)
- Amorbia cuneanum (Walsingham, 1879)
- Amorbia decerptana (Zeller, 1877)
- Amorbia depicta Walsingham, 1913
- Amorbia eccopta Walsingham, 1913
- Amorbia effoetana (Moschler, 1891)
- Amorbia elaeopetra Meyrick, 1932
- Amorbia emigratella Busck, 1909, Mexican leaf-roller
- Amorbia exsectana (Zeller, 1877)
- Amorbia exustana (Zeller, 1866)
- Amorbia helioxantha Meyrick, 1917
- Amorbia humerosana Clemens, 1860
- Amorbia laterculana (Zeller, 1877)
- Amorbia leptophracta (Meyrick, 1931)
- Amorbia maracayana Amsel, 1956
- Amorbia nuptana (Felder & Rogenhofer, 1875)
- Amorbia osmotris Meyrick, 1932
- Amorbia productana (Walker, 1863)
- Amorbia rectangularis Meyrick, 1931
- Amorbia rectilineana (Zeller, 1877)
- Amorbia spilocryptis Meyrick, 1932
- Amorbia synneurana Barnes & Busck, 1920
- Amorbia teratana (Zeller, 1877)